# Лопес Арельяно, Освальдо
Освальдо Энрике Ло́пес Арелья́но (исп. Oswaldo Enrique López Arellano; 30 июня 1921, Данли, Эль-Параисо, Гондурас — 16 мая 2010, Тегусигальпа, Гондурас) — гондурасский политический деятель, президент Гондураса (1963—1971) и (1972—1975).

## Биография
Родился во влиятельной семье. Окончил училище ВВС.
В 1942—1945 годах проходил подготовку в Аризоне (США).
В 1957—1963 годах — командующий вооруженными силами.
В 1963 году возглавил военный переворот, в результате которого был свергнут президент Р. Вильеда Моралес, и возглавил военную хунту. Переворот был совершен под предлогом «борьбы с проникновением коммунизма» в страну. Первоначально администрация Джона Кеннеди отозвала из Гондураса своего посла, это же сделало правительство Мексики. Однако, в октябре 1963 года легитимность хунты признали Сальвадор, Никарагуа и Гватемала, а после назначение военными выборов — в декабре того же года власть Лопеса Арельяно была признана администрацией президента Линдона Джонсона.
В 1965—1971 годах президент Гондураса. Правительство в ответ на забастовочное движение активно преследовало оппозицию, были запрещены политические партии (за исключением правящей — Национальной — и Либеральной), введена цензура СМИ. Наряду с этим, вследствие территориального спора, резко ухудшились отношения с соседним Сальвадором. Между государствами вспыхнула так называемая «футбольная война», поводом для которой стал конфликт болельщиков, неудовлетворённых судейством матча сборных двух стран. Хотя в 1970 году конфликт удалось уладить, напряжённость в отношениях Гондураса и Сальвадора сохранялась до 1980 года, когда был подписан мирный договор.
В 1971—1972 годах главнокомандующий вооружёнными силами. В 1971 году допустил проведение в стране президентских выборов, на которых победил Рамон Эрнесто Крус Уклес.
В 1972 году в результате государственного переворота вновь стал президентом. В ответ на крестьянские волнения были проведены аграрные реформы, суть которых заключалась в распределении между безземельными крестьянами государственных и пустующих частных земель, было принято решение о создании крестьянских кооперативов. Также был введен госконтроль над горнорудной промышленностью страны. В сфере внешней политики администрация Лопеса Арельяно установила дипломатические отношения с Румынией, Югославией, Чехословакией и Венгрией, была возобновлена торговля с Кубой. Однако в стране зрело недовольство политикой президента. Крупных землевладельцев не устраивала аграрная реформа, а военных — разворовывание денег, выделенных на ликвидацию последствий урагана «Фифи».
В 1975 году был смещён с поста президента вооружёнными силами генералом Хуаном Альберто Мельгар Кастро. Поводом для недовольства военных стал коррупционный скандал вокруг сделки с кампанией United Brands Company, аффилированной с «Юнайтед фрут компани», получивший в прессе название «Бананенгейт».
Генерал Лопес Арельяно владел несколькими латиноамериканскими кампаниями, в частности, авиаперевозчиком SAHSA, ставшим печально известным после крушения 21 октября 1989 года Боинга-727.
Умер 16 мая 2010 года в возрасте 88 лет во время операции по поводу рака предстательной железы.